# Ле-Шабане

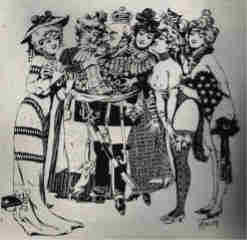
Карикатура на принца Берти Уэльского, изображённого в борделе Ле-Шабане в обществе дам лёгкого поведения. Напечатана в газете L’indiscret в 1903 году

Ле-Шабане или Шабане (фр. Le Chabanais) — один из самых роскошных и известных борделей Парижа, вёл деятельность с 1878 по 1946 год (с 1946 года бордели во Франции были запрещены законодательно). Располагался в самом центре Парижа рядом с Лувром по адресу 12 rue Chabanais.
Был основан ирландкой мадам Келли, имевшей хорошие связи с видными членами престижного Жокейского клуба Парижа (фр. Jockey-Club de Paris). Акции заведения были проданы богатым анонимным инвесторам, общая сумма средств, вложенных в развитие и запуск борделя, составила около 1,7 миллиона франков. Каждая из спален была выполнена в определённом стиле — японском, мавританском, индийском, китайском и других. Проект и дизайн спальни в японском стиле выиграл приз на Всемирной выставке 1900 года.
Внутренние стены борделя были украшены полотнами Анри де Тулуз-Лотрека, который, являясь частым клиентом заведения, специально для Шабане создал 16 больших полотен. Частым посетителем борделя являлся Ги де Мопассан, который настолько был воодушевлён обстановкой мавританской комнаты борделя, что создал её полную копию в своем особняке. Завсегдатаем заведения в 1880—1890-х годах являлся принц Берти Уэльский, который позже стал королём Великобритании Эдуардом VII. Одна из комнат заведения была закреплена за ним индивидуально, над кроватью висел именной герб принца, также комната была знаменита большим медным биде, выполненным в виде лебедя с женским лицом, — будущий король использовал её для купания в шампанском. (В 1951 году, после закрытия борделя, Сальвадор Дали купил медную бадью за 112 000 франков.)
Бывали случаи, когда французское правительство включало посещение Ле-Шабане в программы визитов иностранных гостей государства — в официальных документах посещение этого заведения, как правило, отражалось как «визит к президенту Сената».
В середине 1920-х годов с появлением борделя «Один Два Два» (фр. le One Two Two) Шабане утратил титул главного и самого роскошного борделя Парижа, однако продолжал существовать и пользоваться спросом. Во время фашистской оккупации Парижа по решению оккупационных властей было сохранено 20 борделей, в числе которых и Шабане. Своё существование бордель прекратил в 1946 году после принятия закона о закрытии борделей и домов терпимости во Франции.
В настоящее время здание функционирует как многоквартирный жилой дом, в котором располагается небольшой музей, посвящённый более чем 50-летней истории главного борделя Франции.